# Judith Andersonová
Dáma Judith Andersonová, AC, DBE; rodným jménem Frances Margaret Anderson; 10. února 1897 Adelaide, Jižní Austrálie – 3. ledna 1992 Santa Barbara, Kalifornie) byla australská herečka, držitelka dvou cen Emmy a jedné ceny Tony.
Na jevišti profesionálně debutovala pod jménem Francee Anderson roku 1915 jako Stephanie ve hře A Royal Divorce v sydneyském divadle Theatre Royal. O několik let později se přestěhovala do USA, kde v roce 1922 poprvé vystoupila na Broadwayi. Velký úspěch zaznamenala o rok později již pod jménem Judith Anderson v inscenaci Cobra. V průběhu 30. až 50. let 20. století se stala velkou broadwayskou hvězdou, hrála v mnoha divadelních hrách, roku 1948 za roli Médei ve verzi Eurípidovy tragédie získala cenu Tony.
Od 40. let 20. století působila též ve filmu (výjimkou byl pouze snímek Blood Money z roku 1933), za roli paní Danversové v Hitchcockově filmu Mrtvá a živá (1940) byla nominovaná na Oscara pro nejlepší herečku ve vedlejší roli. Postupně se objevila např. ve snímcích Laura (1944) a And Then There Were None (1945). V 50. letech 20. století se prosadila i v televizní produkci, v letech 1954 a 1961 získala cenu Emmy, vždy za roli Lady Macbeth ve zfilmovaném Macbethovi. Její filmová kariéra pokračovala i nadále, hrála např. ve snímku Muž, kterému říkali Kůň (1970) a ve věku 86 let ve filmu Star Trek III: Pátrání po Spockovi (1984). V 80. letech poté ukončila svoji profesionální kariéru v americké mýdlové opeře Santa Barbara.
Judith Andersonové byl v roce 1960 udělen Řád britského impéria v hodnosti Dame Commander (DBE), roku 1991 obdržela Řád Austrálie (AC).